# Bognár Sándor (lovas)
Bognár Sándor (Budapest, 1950. november 15. – Budapest, 2018. április 9.) magyar lovas, díjugrató, olimpikon és agrármérnök. Az 1972. évi nyári olimpiai játékok résztvevője.

## Pályafutása
Négy éves korában ismerkedett meg a lovaglással, amikor nagyapja Szabadszálláson először ültette fel a ló hátára. Nagyszerűen érezte magát a nyeregben, sírt mikor leemelték onnan. Először öttusázó akart lenni, de amikor ez nem sikerült 12 éves korában jelentkezett a Tattersal (ma Nemzeti Lovarda) lovasiskolájába. 1966 és 1968 között ifjúsági válogatott volt. Három alkalommal indult az Ifjúsági Európa-bajnokságon (1966 Koppenhága, Szigony II, 1967 Jesolo, Görög, 1968, Stoneleigh, Hadfi). Egyéniben és csapatban is egyszeres ifjúsági bajnok 1967-ben.
Felnőttként egyéniben egyszeres bajnok (1969) és egyszeres ezüstérmes (1972). Csapatban háromszoros (1970, 1971, 1972), a Budapest bajnokságon egyszeres (1969) aranyérmes. 1969 és 1972 között volt válogatott. 1971-ben Budapesten, a Vadászati Világkiállításon Balogh Istvánnal megnyerték a páros díjugrató bajnokságot. 1964-től 1969-ig a Budapesti Lovas Klub, majd 1950-től 1972-ig a Budapesti Honvéd SE versenyzője volt, ahol Kollár Kornél alezredes volt az edzője. Agrártudományi Egyetemet végzett agrármérnök.
1972-ben Münchenben a díjugratás csapat versenyszámában Fáklyás nevű lovával indult, ahol 186,5 hibaponttal végzett a csapata (Ákos Ajtony, Móra László, Széplaki Pál) melyet kizártak, de rangsorolták őket a 17. helyre. Lova a verseny közben megsérült.
1977-ben az agrárdiploma megszerzését követően az Országos Lótenyésztési Felügyelőséghez tartozó Nemzeti Lovarda felügyelőjeként dolgozott és a négyesfogat válogatott egyik szakedzője is volt. 1980-1982 között kerületi igazgató volt a Kiskőrösi Állami Gazdaságban. Ezután magánvállalkozást indított Mogyoródon és lovas kaszkadőrként is tevékenykedett a Haditorna Oktató Közösség csapatában. 12 filmben szerepelt lovas kaszkadőrként, amelyek közül legnevezetesebb a Sára Sándor 80 huszár című filmje.
1984-1991 között a Gödöllői Állattenyésztő Vállalat Parádi Teljesítmény-vizsgáló Állomásán lovas-edzőként a fiatal állami tenyészmén-jelöltek ménvizsgákra történő felkészítéséért felelt. 1992-ben kinevezték az Országos Mezőgazdasági Minősítő Intézet (OMMI) Nagycenki Teljesítmény-vizsgáló Állomásának igazgatójának. Nagycenk után az OMMI dunántúli lótenyésztési főfelügyelője volt nyugdíjazásáig. 2012. november 15-én ment nyugdíjba, majd 2018 áprilisában rövid, de súlyos betegség következtében elhunyt.